# Denton (Lincolnshire)
Pour les articles homonymes, voir Denton.
Denton est une paroisse civile et un village du Lincolnshire, en Angleterre.